# Balatonszentgyörgy
Balatonszentgyörgy (németül: Sankt Georgen am Plattensee) község Somogy vármegyében, a Marcali járásban.

## Fekvése
A község, amely a nevét Szent Györgyről, templomának patrónusáról kapta, a déli Balaton-part és Somogy vármegye „kapuja”, a Balaton délnyugati csücskénél, a Kis-Balaton Természetvédelmi Terület szomszédságában fekszik, a Zala folyó és a 7-es főút között. A Balaton déli partjának legnyugatibb települése. Területén folyik bele a Zala a Balatonba.
A Budapest–Nagykanizsa főút felől gépkocsival érkezőket a Somosi dombtető panorámája fogadja: a tó víztükre és a völgyben Balatonszentgyörgy a házak közül kiemelkedő római katolikus templomával.
A település megközelítéséhez a legfontosabb útvonal a fővárostól a horvát határig húzódó 7-es főút, magán a községen viszont a 76-os főút halad végig, amely a központtól délre ágazik ki a 7-esből Zalaegerszeg irányába. Déli irányból a 7501-es út vezet a településre, illetve csekély mértékben érinti még a község területét az a Balaton-parti út (7119-es út) is, amely Balatonkeresztúron indul, és a legfontosabb szerepe Balatonberény kiszolgálása.
Balatonszentgyörgy vasútállomásán a Budapest–Murakeresztúr-vasútvonal halad keresztül, de innen indul a Balatonszentgyörgy–Tapolca–Ukk-vasútvonal és a Somogyszob–Balatonszentgyörgy-vasútvonal is.

## Története
Római kori és népvándorlás kori leletek tanúsága szerint Balatonszentgyörgy és Fenékpuszta között ősi balatoni átkelőhely volt. E területen az első ismert helységnév a Besenyő a honfoglalás utáni időből. Nevét a letelepített besenyőkről kapta. Még a 14. században is ezen a néven említették. Ez a helység a vasútállomás és az Egry József utca nyugati része közötti kisebb kiemelkedő háton volt az 1969-ben talált – csatornázás alkalmával átvágott – 15-16. századi lakóház- és szemétgödör-maradványok tanúsága szerint.
Szentgyörgy S. Georg alakban írva szerepel egy 16. századi térképen. Névadó templomával először 1298-ban került oklevélre. Az a templom a mai temetőben állt. A 15. században Mentő-Szentgyörgy és Sárköz-Szentgyörgy alakban fordult elő. A település 1403-ban Gordovai Fanchi László birtoka volt, de 1454-ben a Szentgyörgyi családnak is volt ott  földesúri joga. 1480-ban Szentgyörggyel határos volt Berény, Bottyán, Keszi, Oszlár és Ságfalu. Közülük Keszi a falutól délkeletre, Oszlár keletre (Balatonújlak közelében), Ság délkeletre Kéthely irányában lehetett.
Az 1550. évi adólajstrom kettős település létezését mutatja: Egyházasszentgyörgy Pető Mihály tulajdona volt, Sárköziszentgyörgy pedig közös Kereszturi Imrével. Sárköziszentgyörgy valószínűleg azonos volt Besenyővel.
A Szentegyházi-dűlőben a volt Barimajortól keletre állt a 12-16. századi Bar falu. Szentgyörgy és Bar közé a Battyán-birtok ékelődött be.
1566-ban ért ide a török: mindkét Szentgyörgy és Battyán is elpusztult. A lakosság a Balaton nádasába, a Diás-szigetre menekült.
A török világ után 1699-ben – a vörsi plébánián található névsor szerint – Balatonszentgyörgyön 8 birtokkal (jobbágytelekkel) rendelkező család élt.
Balatonszentgyörgy mai nevén 1722-ben alakult községgé (addig Balatonberény pusztájaként szerepelt). A terület urai 1726-ban a Festeticsek lettek. A 18. század közepén az 1742-ben Bél Mátyás által említett vörsi rév Battyánpusztára került, majd 1823-ban végleg Balatonszentgyörgyre helyezték. 1839-ben Festetics László megépíttette a Balaton hídját, illetve a Csillagvárat. A 19. század elejétől halász céh is működött Balatonszentgyörgyön.
Az 1848-as szabadságharc a falut nem érintette, de a kolerajárvány 1855-ben elérte.
1858-ban kezdődött és 1861-ben fejeződött be a vasútállomás építése. Első neve „Keszthely külső pályaudvar” volt. 1886-1887-ben épült meg a vasúti szárnyvonal. 1893-ban a somogyszobi, 1895-ben pedig a zalavölgyi vasúti pálya is megépült, s ezzel Balatonszentgyörgy a századfordulóra vasúti csomóponttá vált . A lakosok száma akkor már 1162-re emelkedett, a házak száma pedig 116 volt. Ez időben kapott a község orvost.
A századfordulón a létbizonytalanság elől 22-en elmentek szerencsét próbálni Amerikába.
1904-ben az iskolát két tantermesre bővítették, és második tanítót is fogadtak a 133 gyerek mellé.
1903-ban új téglagyár épült a fáskemence szomszédságában.
Az I. világháborúban 33 szentgyörgyi vesztette életét.
1919-ben, a Tanácsköztársaság idején a vezetők leváltásán kívül semmi említésre méltó nem történt a faluban, s a Tanácsköztársaság bukása után nem esett bántódása a helyükre állított új vezetőknek sem.
1922-ben a Nagyatádi Szabó-féle földreform során kétszer 19 hold szántóföldet, 45 hold rétet és 19 hold házhelyet osztottak ki a földínség csillapítására. Az Új utcában, amelyet akkor „Proletár utcának” csúfoltak (ma Egry József utca) a juttatottak közös segítséggel azonnal hozzáláttak  kis házaik építéséhez. 1925-ben – főleg közadakozásból, gyűjtésből – új harangot vett, 1927–1928-ban pedig új templomot építtetett a falu lakossága.
1932-ben a lakosok száma már 1440 volt, a házaké pedig 223.
A II. világháború idején a front közeledtével német csapatokat szállásoltak el a faluban. Német páncélvonat állt a vasútállomáson, német hadikórházat rendeztek be a battyánpusztai kastélyban és német temetőt 116 halottal az állomás mögött. A községben kiépített nehéztüzérségi állások fokozták a bizonytalanságot. A visszavonuló német egységek felrobbantották a Zala-hidakat és a vasútállomáson a síneket is. Balatonszentgyörgyön 1945. március 30-án – nagypénteken – ért véget a II. világháború. A község vesztesége 47 fő volt, emlékművük a hősök és polgári áldozatok nevével a templomkertben áll.
A villanyt 1948-ban vezették be a községbe.
1950. október 22-én alakult meg a Községi Tanács. Még ebben az évben megépítették a Kultúrházat. 1951-ben a Festetics kastélyban nádüzem kezdte meg működését, és Földműves Szövetkezet is alakult. 1952-ben körzeti iskolát hoztak létre. 1956-ban létesült az ERDÉRT-telep.
Mezőgazdasági termelőszövetkezet 1959-ben alakult Csillagvár néven, amely 1962-től battyánpusztai székhellyel Dél-Balaton néven működik.
1959-ben a Csillagvárnál az Idegenforgalmi Hivatal a végvári vitézek emlékére múzeumot rendezett be. 1960-ban megépült a Csillagvár utca. 1964-től az új orvosi rendelőben körorvos majd fogorvos kezdte meg működését. 1966-ban Balatonberény, Hollád, Tikos, Vörs községekkel közös Községi Tanács alakult. 1968-ban új, modern téglagyár építését kezdték meg. 1972-ben társadalmi összefogással óvodát hoztak létre.
Az 1976-1977-es évektől van vezetékes ivóvíz, 1989-től gázvezeték, 1991-től kábeltévé, és 1992. február 3-tól helyi műsorszolgáltatás is működik a községben. 1996 őszén megkezdődött a csatornahálózat kiépítése. A teljes közművesítés 1999-re fejeződött be. A képviselő-testület 1998-ban a község északkeleti részén Bodon néven új utcát alakított ki. A következő években az önkormányzat beruházási és felújítási tevékenysége révén tovább gazdagodtak és szépültek a község közterületei, középületei. Megépült az új Mise úti csomópont, a Keszthely felé vezető kerékpárút, a temetőkben bővült a ravatalozó, javultak a parkolási lehetőségek, és a falu korszerű közvilágítást kapott. Battyánpusztán futballpálya létesült. 2010-ben csaknem egymilliárd forintból teljesen felújították a Dobó István Általános Iskolát. A Művelődési Ház 2011-ben 53 millió forintból megvalósított részleges rekonstrukciójával a közösségi színtér is megújult.
A helyi közszolgáltatásokban az informatikai eszközök alkalmazása egyre jobban elterjedt. A község belterülete fokozatosan bővül, megindultak a Csillagvár utcától keletre egy új lakóterület kialakításának előkészületei. A külföldiek ingatlanvásárlásai következtében ma már 40-50 külföldi – főként német anyanyelvű – család is lakik hosszabb-rövidebb ideig a faluban.
A település fejlődésében új szakaszt nyitott az M7-es autópálya továbbépítése, de az itt élők nyugalma szempontjából ugyanilyen fontos a 76-os út elkerülő szakaszának tervezett megvalósítása is.
A köztársaság kikiáltását és a szabad választásokat követően 1990. október 10-én tartotta alakuló ülését a 10 tagú képviselő-testület. Ezt követően jött létre Balatonszentgyörgy, Hollád, Tikos és Vörs községek körjegyzősége Balatonszentgyörgy székhellyel. A körjegyzőségből 1992. január 1-jén vált ki a település, így 1993. december 31-ig polgármesteri hivatal működött a faluban. A következő évben Balatonszentgyörgy székhellyel Balatonszentgyörgy és Tikos községek körjegyzősége alakult meg, de 2007. január 1-től ismét Balatonszentgyörgy, Hollád, Tikos és Vörs községek körjegyzősége működik Balatonszentgyörgy székhellyel, amely napjainkban Balatonszentgyörgyi Közös Önkormányzat Hivatala néven látja el a napi feladatokat. Az önkormányzat a szomszédos településekkel közösen tartja fenn az általános iskolát, a falugondnoki és a gyermekjóléti szolgálatot. Statisztikai besorolása és a körzetközponti feladatok Marcalihoz kapcsolják a települést. Tagja a Délnyugat-balatoni és Kis-balatoni kistérségi társulásoknak is.
A község fejlődő település, közösségi szolgáltatásai révén a környező falvak mikroközpontja. Jelentős idegenforgalma is, amely főként a Csillagvárra, a Talpasházra és a Kis-Balatonra irányul. A falu és a környező települések lakosainak a vasút, a posta, a Mezőgazdasági Szövetkezet, a téglagyár, a szolgáltatások, valamint a bővülő közép- és kisvállalkozások biztosítanak munkalehetőséget.
Balatonszentgyörgy közigazgatási területe 2380 hektár. Külterületének egy része a Balaton-felvidéki Nemzeti Park körzetéhez tartozik. A védett terület nagysága 659 hektár. A Balatonból 359 hektár és a Zala folyó 4797 m²-es torkolata is Balatonszentgyörgy területéhez tartozik.

## Battyánpuszta
Balatonszentgyörgytől alig 1,5 km távolságra fekszik a közigazgatásilag Balatonszentgyörgy település részét képező Battyánpuszta, amely eredetileg önálló falu volt. Nevét az egykor itt birtokos Batthyány családtól kapta. Legrégibb fennmaradt írásos említése 1261-ből való: egy akkori határjáró oklevélben Bar, Vörs, Tikos és Főnyed mellett Battyán is önálló középkori faluként szerepel. (2011-ben ennek az írásos említésnek emlékkövet állítottak a battyánpusztai harangláb közelében.)
Az 1400-as években már kettős településként jegyzik a fennmaradt írásos emlékek „Alsóbathyan” valószínűleg a rév mellett volt, „Felső sive Uj Bottyan” pedig tőle északra, nagyjából a mai település területén.
A hely fontosságát a rév adta. A Bottyan-Fenék-pusztai rév hidalta át hajdanán a Balaton itteni, egész Kiskomáromig húzódó öblét. (Kis-Balaton) Ez volt a legrövidebb átjáró Somogyból Zalába Keszthely felé. 
A falu lakói révészek, hajósok, halászok voltak. A Battyánpuszta és Fenékpuszta, vagy a Vörs és Fenékpuszta közötti révátkelés évszázadokkal ezelőtt legalább olyan híres és forgalmas volt, mint a szántód–tihanyi. Ezen a területen jártak a keszthelyi Festetics uraság révhajói is, jól megépített kompok, amelyeket hat evezős hajtott, és amelyeken 30 ember, négy kocsi, vagy 30 számosállat is elfért.
A törökök elleni harcok első századában még megvolt a két falu, a két "Bottyan", de Marcali (1566) és Kéthely (1588) elestével elnéptelenedett a környék. A Balaton déli partját ettől kezdve a török uralta. A túloldal magyar végvárakból állt (Kiskomárom, Fenék, Keszthely, Szigliget, Tihany). 1692-ben az új földesúrnak, Festetics Pál (1640-1720) dunáninneni főkapitánynak már csak kaszálói, rétjei maradtak a korábbi két faluból.
A kuruc idők után ismét betelepítették a régi Alsó-Battyánt. Bél Mátyás, a neves utazó 1730-ban „halászoktól, hajósoktól népes falu”-ként említette írásában. 1754-ben közvetlenül a vízparton már állt a Szallér-háznak is nevezett uradalmi kocsma (révcsárda). Amikor nagy, több napig tartó vihar dühöngött, a kompok nem jártak, az utasok behúzódtak a battyáni révházba. Néha több napot és éjszakát is kellett várniuk, de inkább vártak, s nem kerülgették a mocsaras Zala folyó öblét.
Festetics György a felesége, Jakabházy Sáller (Száller) Judit révén jutott a pusztához. A régi révházat néha  Szaller-ház néven is említik az egykorú iratok. Battyánpuszta lakói a 18. század végén a következő családok voltak: Bajnok, Csiszó, Gyótsi, Késér, Lakos, Majer, Takáts, Tamás és Zsinka.
1827-ben Hrabovszky Dávid nagy műveltségű, Európát bejárt tanár is említi írásaiban ezt a révet. "Fenéknél ... szép időben a kompon 20 minutum alatt partot lehet érni, jóllehet itt az utasok többnyire maguk kényteleníttetnek 1-2 révész ügyelése alatt a hajót hajtani..." 1-2 révész irányítása alatt, akik egy leírás szerint az erről ismert angol hajósoknál is jobban tudtak káromkodni...
A tizennégy házból és 121 lélekből álló falu a 19. század közepére a balatoni vízszabályozási munkálatok következtében megint elnéptelenedett. Az 1830-as évek végén ugyanis nagy szárazság sújtotta a vidéket, s eltűnt a víz Vörs és Keszthely között. 1839-ben töltés-út és híd épült a korábbi rév helyén, amely elvágta a Kis-Balatont a Keszthelyi-öböltől. A híd elkészülte után megszűnt a komphajókkal való átjárás. A Judith, a Pali, a Fecske stb. nevű komphajók szárazra kerültek és elkorhadtak. A révház (Szallér-ház) azonban még  állt, mert a hídon való  áthaladásért hídpénzt kellett  fizetni. A házban lakott a hídőr, aki a díjat beszedte. A hídvámot az első világháborúig szedték. Az épület, még 1771-ben is csak egy ivószobából, egy konyhából és egy istállóból állt. 1823-ban bővítették. Akkor már egy megszálló szobája, 2 konyhája és kétszáz akó bort befogadó pincéje is volt. Fedele nád, mellette két nádfedelű vályogistálló egy fészerrel. A betyártörténetekben is sokszor szerepelt, hiszen átjáróhely volt a közeli megyék híres betyárai (Nád Jancsi, Patkó Jancsi, Patkó István stb.) számára. A nevezetes épület sajnos már nem áll: az 1970-es években az akkor már lepusztult házat megvette és lebontotta egy család. A nagy pincét feltöltötték, s új ház került a régi helyére.
Felső-Battyán területén a 18. század végén a Festeticsek urasági majort hoztak létre. Ennek emeletes, barokk magtára, a Granárium a korábban a balatonszentgyörgyi temetőben álló és a török időkben elpusztult templom köveiből épült 1780-ban. A 19. században a major a Festeticsek szentgyörgyi uradalmának része lett. Eleinte csak a "gazda" lakott itt megfelelő számú cselédséggel. Az itt álló épületek elnevezései: gazdalak, cselédlak, birkáslak, kovácsműhely, magtár, ököristálló, lóistálló, lábaspajta, szekérszín, fészer, szénáspajta, kocsma stb. Festetics Tasziló az 1800-as évek végén  itteni birtokát Sváb Sándor gazdatisztnek adta hosszúlejáratú bérbe, aki 1891-ben urasági lakot, a ma is meglévő eklektikus stílusú 58 méter hosszú és 18 méter széles "L" alaprajzú földszintes, tornyos kastélyt építtette, amelyhez ősfás parkot is telepített. A battyánpusztai kastélyt és a hozzá kapcsolódó uradalmi épületeket 1945-ben államosították. Itt működött a Balatoni Nádgazdasági Vállalat és a Dunántúli Nádgazdaság battyánpusztai telephelye, melyben az építkezéseknél használt nádszövetet és nádpadlót gyártották. Az épületet az 1990-es évek közepén egy német vállalkozó megvásárolta és felújíttatta, és a fűrészüzemet is tovább működtette.

## Közélete

### Polgármesterei
- 1990–1994: Jáger Ferenc (független)[3]
- 1994–1998: Nagy Lajos (MSZP)[4]
- 1998–2002: Nagy Lajos (MSZP)[5]
- 2002–2006: Nagy Lajos (MSZP)[6]
- 2006–2010: Nagy Lajos (MSZP)[7]
- 2010–2014: Nagy Lajos (független)[8]
- 2014–2019: Farkas László Nándor (Fidesz-KDNP)[9]
- 2019–2024: Farkas László Nándor (Fidesz-KDNP)[10]
- 2024– : Farkas László Nándor (Fidesz-KDNP)[1]

## Népesség
A település népességének változása:
| Lakosok száma | 1614 | 1622 | 1584 | 1526 | 1549 | 1494 | 1446 |
|               | 2013 | 2014 | 2015 | 2021 | 2022 | 2023 | 2024 |

A 2011-es népszámlálás során a lakosok 79,7%-a magyarnak, 3,4% németnek, 2,6% cigánynak, 0,3% románnak mondta magát (18,2% nem nyilatkozott; a kettős identitások miatt a végösszeg nagyobb lehet 100%-nál). A vallási megoszlás a következő volt: római katolikus 61,6%, református 1,9%, evangélikus 0,9%, görögkatolikus 0,2%, felekezet nélküli 6,7% (27,9% nem nyilatkozott).
2022-ben a lakosság 80,7%-a vallotta magát magyarnak, 6,6% németnek, 1,3% cigánynak, 0,1-0,1% szerbnek, horvátnak, bolgárnak, ruszinnak, ukránnak, románnak és szlovénnek, 1,9% egyéb, nem hazai nemzetiségűnek (14,5% nem nyilatkozott; a kettős identitások miatt a végösszeg nagyobb lehet 100%-nál). Vallásuk szerint 48,7% volt római katolikus, 1,7% evangélikus, 1,5% református, 0,4% görög katolikus, 1,5% egyéb keresztény, 0,6% egyéb katolikus, 8,2% felekezeten kívüli (37,1% nem válaszolt).

## Nevezetességei
- Csillagvár – a Festetics család vadászháza. Nyitva: április 1-jétől augusztus 31-ig 10:00-től 18:00 óráig, szeptember 1-től október 31-ig 10:00-től 17:00 óráig.
- Tájház, melynek állandó kiállításai a paraszti enteriőr-kiállítás és a „somogyi gyermekvilág”. Nyitva: május 1-jétől szeptember 30-ig 10:00-től 17:00 óráig (hétfő szünnap).
- Római katolikus templom

## A település az irodalomban
- Érintőlegesen szerepel a település Bödőcs Tibor humorista első regényében, a zalai vidéki helyszínek sokaságát felvillantó Meg se kínáltak című kötetben (a 35. fejezetben).

## Képgaléria

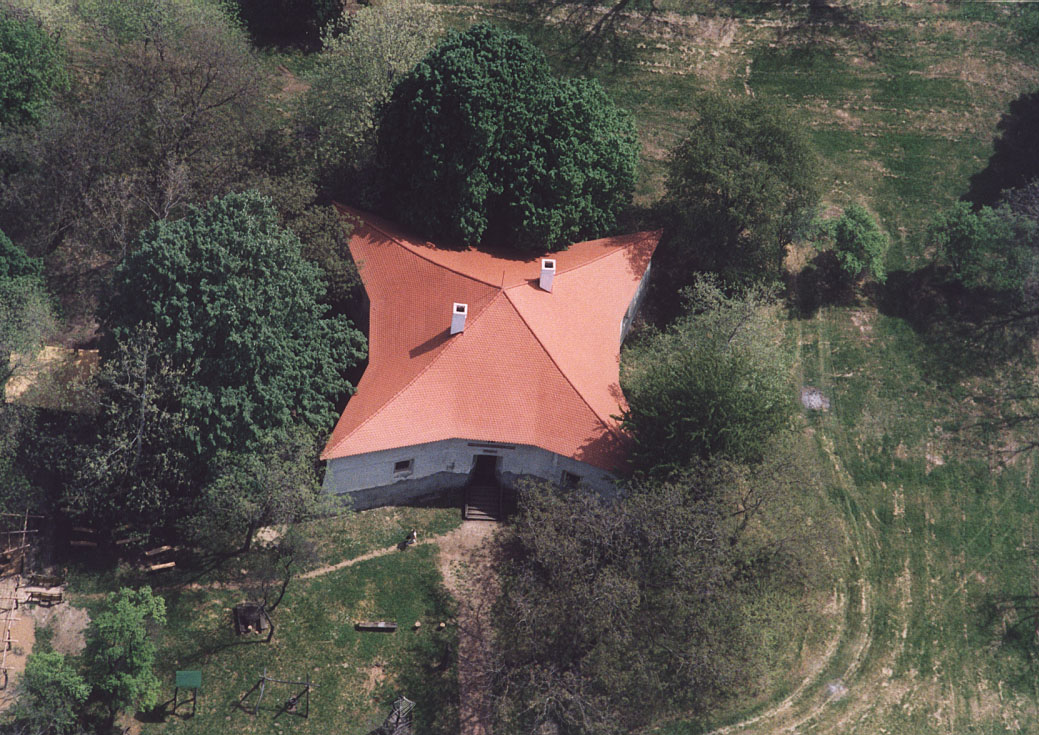
Balatonszentgyörgy csillagvár